# Torigea theodosius
Torigea theodosius är en fjärilsart som beskrevs av Alexander Schintlmeister 1997. Torigea theodosius ingår i släktet Torigea och familjen tandspinnare. Inga underarter finns listade i Catalogue of Life.